# Sinjac
Sinjac (en serbe cyrillique : Сињац) est un village de Serbie situé dans la municipalité de Bela Palanka, district de Pirot. Au recensement de 2011, il comptait 155 habitants.

## Démographie

### Évolution historique de la population
| 1948  | 1953  | 1961 | 1971 | 1981 | 1991 | 2002 | 2011 |
| ----- | ----- | ---- | ---- | ---- | ---- | ---- | ---- |
| 1 086 | 1 043 | 830  | 673  | 503  | 380  | 241  | 155  |

|  |